# Захариасевич, Ян
Ян Хризостом Захариасевич (пол. Jan Zachariasiewicz; 11 сентября 1823, Радымно, Австрийская империя — 7 мая 1906, Кривча, Австро-Венгрия) — польский писатель

, публицист, журналист, редактор.
Один из самых плодовитых писателей-позитивистов в польской литературе.

## Биография
Армянского происхождения. Родился в семье помещика, который владел большим поместьем и землями.
В молодости принадлежал к заговорщической организации «Сыны Отечества», ячейке нелегального общества «Молодая Сарматия». Участвовал в собраниях по самообразованию, читал запрещённую литературу, изучал историю Польши. В декабре 1839 года в Пшемысле властями был обнаружен заговор на жизнь комиссара полиции. В марте 1840 года начались первые аресты заговорщиков, в том числе Я. Захариасевича, который не участвовал непосредственного в заговоре, но был членом организации. Расследование проводилось во Львове и длилось два года. Приговор был вынесен в 1842 году. Захариасевич был приговорён к каторжной тюрьме замка Шпильберк. Находился в заключении до февраля 1844 года. После освобождения, отправился учиться в университет Львова, где изучал литературу, историю, эстетику и высшую математику.
Во Львове познакомился с видными представителями журналистского и литературного мира: Полем Винценты, Яном Добжанским, Корнелем Уейским, Карлом Шайнохой.
Сотрудничал с газетами «Dziennik Paris Mods» и «Gazeta Lwowska». В 1848 году был соредактором радикального львовского журнала «Поступ» «Postęp». Печатал статьи по актуальным вопросам, писал о положении крестьян или русинов. Вместе с Хенриком Сухецким и Карлом Видманом
основал газету «Gazeta Powszechnа», которая была закрыта властями в 1848 г. В том же году за свои публикации Захариасевич был заключён в тюрьму в Терезине, где находился до 1852 года. Был помилован из-за болезни. С 1854 года жил во Львове, занимался журналистской деятельностью, принимая активное участие в редактировании ряда прогрессивных журналов.

## Творчество
Играл видную роль в польской литературе 1860—1880-х годов. Основные мотивы творчества Я. Захариасевича — это проповедь «маленьких дел» и постепенства. Герой Я. Захариасевича — средний «массовый» человек, внимание к которому писатель объясняет тем, что в его дни интересы замкнутой в себе личности должны уступить место интересам общим. Я. Захариасевич вошёл в литературу как выразитель настроений крепнувшей мелкой буржуазии.
Писал также исторические повести, к которым относятся: «Marek Poraj» (1867), «Tajny fundusz» (Тайный фонд, 1869), «Chleb bez soli» (Хлеб без соли, 1872), «Noc Królewska» (Королевская ночь, 1872) и т. п.

## Избранные произведения
Писал под псевдонимом Мацей Ломжа (Maciej Łomża).
- 1856 — Sąsiedzi. Powieść współczesna
- 1857 — Boże dziecię. Powieść z naszych czasów
- 1860 — Fałszywy król
- 1860 — Na kresach
- 1861 — Konfederat
- 1862 — Święty Jur. (Повесть в 3 томах)
- 1863 — W przededniu
- 1863 — Jarema. Studium wewnętrznych dziejów Galicji
- 1867 — Marek Poraj. Powieść z czasów pierwszego rozbioru Rzeczypospolitej
- 1869 — Czerwona czapka. Z notatek cesarsko-królewskiego radcy
- 1869 — Tajny fundusz
- 1870 — Porwanie Sabina
- 1870 — Chleb bez soli
- 1871 — Noc królewska
- 1871 — Człowiek Bez Jutra
- 1874 — Zakryte karty (картина галицийских отношений на фоне гибели польской семьи, земля которой переходит в руки немцев)
- 1876 — Złoty interes (картина упадка аристократии, торгующей своими родовыми именами)
- 1877 — Wybór posła. Powieść współczesna
- 1878 — Królewskie krzesło. Powieść współczesna
- 1881 — Teorya Pana Filipa
- 1897 — Zakopane skarby. Powieść współczesna